# الإغارة على حصن بورتوفيق
الإغارة على حصن بورتوفيق هي عملية الإغارة على حصن الرصيف الإسرائيلي في سيناء المقابل لميناء بورتوفيق، أقصى جنوب قناة السويس يوم 9 يوليو 1969 ونفذتها عناصر صاعقة من الكتيبة 43.

## خلفية تاريخية
قررت قيادة الجيش الثالث بقيادة كلا من الفريق عبد القادر حسن ومساعده اللواء عبد المنعم واصل شن غارة على أحد حصون خط بارليف في نطاق الجيش الثالث ضمن عمليات حرب الاستنزاف المتصاعدة، بهدف «تطعيم» أي تدريب الجنود على عمليات العبور والإغارة على العدو. ولذلك كلفا المقدم صالح فضل قائد مجموعة الصاعقة العاملة في نطاق الجيش الثالث (التى تشمل الكتائب 33 و43 و53)، بانتقاء عناصر مختارة من الصاعقة لتنفيذ هذه الغارة.
وقع الاختيار على الكتيبة 43 صاعقة ومقرها بير عديب، بقيادة الرائد أحمد شوقى، لتنفيذ هذه الغارة واختير منها أربعة فصائل:
- فصيلة بقيادة الملازم أول معتز الشرقاوي
- فصيلة بقيادة الملازم أول محمد عبد الحميد عبد ربه
- فصيلة بقيادة الملازم أول حامد إبراهيم جلفون
- فصيلة بقيادة الملازم أول إبراهيم رؤوف أبو سعدة

بالإضافة إلى مجموعة صاعقة منفصلة من 8 أفراد بقيادة المساعد حسني سلامة، وقد تولى النقيب سيد إمبابي قيادة هذه الفصائل خلال عملية الإغارة. انتقل أفرادها إلى جبل عتاقة ثم صحراء المسخرة بحلوان للتدريب على الغارة عبر مهاجمة موقع هيكلي للحصن وذلك في سرية تامة. واستمر التدريب لأكثر من شهر ثم تحرك أفراد الصاعقة إلى بورتوفيق ليلاً قبل تنفيذ الغارة بثلاثة أيام وقد أُلحق عليهم سرية قاذفات لهب من سلاح الحرب الكيماوية، ومهندسون عسكريون لتشغيل محركات القوارب واستخدام طوربيدات البنغالور لفتح الثغرات، إلى جانب ضابط مدفعية برتبة ملازم أول يدعى محمود سليمان.
تمثلت الصعوبات الرئيسية لعملية الإغارة في سرعة التيار لقناة السويس مما قد يُشتت قوارب العبور ويبعدها عن مسارها في رحلة الذهاب والعودة، لذلك جرى دراسة حركة المد والجزر لاختيار التوقيت الأفضل للعبور واختيار نقاط إنزال بديلة في رحلة العودة. كذلك كانت هناك نقطة للمراقبين الدوليين في بورتوفيق كانت ترصد التحركات العسكرية للأطراف المتحاربة مما قد يُهدد بكشف العملية، فحرصت القوة المغيرة على التحرك في سرية تامة. كانت حامية الحصن مؤلفة من 30 جندي من لواء ناحال بقيادة عوديد ياعسور، بالإضافة إلى 12 جندياً يقودون ثلاث دبابات طراز إم 60 باتون أسرتها إسرائيل من الأردن خلال حرب 67 وكانت تتبع الكتيبة 52 من اللواء 14 مدرع وتمثلت مهمتها في قصف أي سفن مصرية تحاول عبور قناة السويس.

## حصن لسان بورتوفيق
اُختير حصن لسان بورتوفيق لهذه الغارة وهو أقصى حصون خط بارليف في الجنوب على قناة السويس ويقابله على الضفة الشرقية ميناء بورتوفيق وأطلق عليه الإسرائيليون اسم «حصن الرصيف» (بالعبرية: מוצב המזח، موتساف هاميزاخ) واُختير له الاسم الكودي «مِسراك» (بالعبرية: מסרק) على خريطة سيريوس ويرد في المصادر الغربية باسم حصن كواي (Fort Quay) وهي الترجمة الإنجليزية لحصن الرصيف، أو (Maoz Masreq).
بُني الحصن على لسان صناعي لخليج السويس أمام بور توفيق ومدينة السويس. وكان الحصن محاطاً بالمياه من ثلاث جهات، ولم يكن الوصول إليه براً ممكناً إلا عبر محور لكسيكون (الطريق العرضي رقم 1 الموازي للقناة والبحيرات المرة الواقع على بعد 15 كم من القناة). وكانت المنطقة الواقعة شرق الحصن مليئة بالملاحات وهي منطقة سبخية تُعرف باسم البركة المسحورة لصعوبة الحركة فيها، مما زاد من صعوبة الوصول إلى الحصن.
كان بالحصن مدفعية ذاتية الحركة عيار 155 ملم إلى جانب الهاون وقد تسببت قذائفها في دمار كبير في بورتوفيق ومعمل تكرير الوقود ومخازنه في الزيتية جنوب السويس، وإصابة نصب بورتوفيق التذكاري بأضرار بالغة، كما غرقت سفينة مصرية باسم إبراهيم في ميناء السويس وفقاً للمصادر المصرية نتيجة القصف الإسرائيلي، فيما يُشير الإسرائيليون إلى غرق زورق طوربيد فئة پي 183. وفي ليلة 21 يونيو 1969، أغار الكوماندوز البحري الإسرائيلي «شايطيت 13» على نقطة لخفر السواحل المصري على لسان ميناء الأدبية.

## الغارة
بدأت مدفعية الجيش الثالث قصف موقع الحصن قصفاً منتظماً منذ الثالث من يوليو لمدة ساعة من الرابعة وحتي الخامسة مساءً، إمعاناً في التمويه والتغطية على عبور القوات المتسللة، حيث كان الهدف إجبار أفراد الحصن على الاحتماء بالملاجئ في انتظار هجوم مصري ومع انتظار هذا الهجوم في الأيام التالية دون وقوعه، اعتقد الإسرائيليون أنه مجرد قصف عادي وتخلوا عن تدابيرهم المضادة. وكان قد دُفع أيضاً بسرية مدفعية بقيادة الرائد سامي المصري، لدعم القوة المهاجمة بغطاء ناري لحين نزولها على الضفة الشرقية، وكانت مسلحة بمدفعية ذاتية الحركة محملة على هياكل دبابات ستالين (آي إس يو-152 [الإنجليزية]).
عندما أصبحت حركة المد في أعلى ارتفاع لها في الساعة 5:00 مساءً يوم 9 يوليو، عبر 140 مقاتل، بقيادة النقيب سيد إسماعيل إمبابي، قناة السويس في 14 قارب مطاطي في هجوم موحد. وتوقف القصف المدفعي بعد وصول عناصر الصاعقة إلى الضفة الشرقية للقناة. فيما يذكر الجانب الإسرائيلي أن القصف استمر من الساعة 6:40 حتى 7:45، بعد حفلة غنائية أحيتها المغنية يافا ياركوني والتي غادرت الحصن قبل القصف متوجهة إلى تل أبيب. لاحظت إحدى الدبابات الإسرائيلية عبور الصاعقة فأطلقت قذيفة تجاه أحد القوارب انفجرت بجواره، فأصيب الملازم إبراهيم رؤوف أبو سعدة بشظية في وجهه والرقيب عبد الحليم بشظية في معصم يده، بالإضافة إلى إصابة ثلاثة آخرين. وما إن صعد أفراد الصاعقة الساتر الترابي للحصن حتى سارعو بفتح ثغرات في حقول الألغام والأسلاك الشائكة المحيطة بالحصن باستخدام طوربيدات البنغالور.
قاد الملازم أول معتز الشرقاوي أفراد فصيلته يسار القوة المهاجمة واقتضت مهمتهم تدمير ملجأ يحتمي به قرابة 30 جندي إسرائيلي، وعند أعلى الساتر الترابي كان هناك موقف لكتيبة الدبابات 52 التابعة للواء 14 المتمركزة في الموقع. لاحظ قائد الكتيبة زفيكا شيرمان وجود الجنود المصريين على بعد 50 م من دبابته، فأمر بإطلاق النار، لكن النيران لم تكن دقيقة، وتراجعت دبابته لتصوب ضربات أكثر دقة، فاصطدمت بحاجز أنبوبي وتوقفت. ثم تلقت إصابة مباشرة من صاروخ آر بي جيه أطلقه الجندي كرم الله جودة خليفة، مما أدى إلى إصابة شيرمان في بطنه وسائقه في وجه. وبعد نزولهم من الساتر الترابي نحو النقطة المخصصة، هاجمتهم دبابة أخرى من جهة اليسار تجاه فصيلة عبد الحميد عبد ربه وأطلقت قذيفة من مدفعها أصابت الرمال عند مجموعة من الجنود وأصيبوا بإصابات طفيفة وعاجلها أفراد الصاعقة بقذائف الآر بي جيه، فانفجرت، ولم يخرج منها إلا اثنين من طاقمها، قُتل الأول بينما أسر الملازم أول معتز الشرقاوي الثاني وسلمه إلي المهندسين العسكريين المنتظرين في القوارب عند القناة.
في أثناء ذلك، تمركزت «فصيلة القطع» (اعتراض النجدة) بقيادة الملازم أول محمد عبدالحميد عبد ربه في اتجاه الشمال للتعامل مع أي قوة إنقاذ بري وكان إلى جوارها فصيلة الملازم أول حامد إبراهيم جلفون وعن يمينها فصيلة الملازم أول إبراهيم رؤوف أبو سعدة وفي أقصي الجنوب جماعة المساعد حسني سلامة والتي كانت مهمتها عزل وتدمير دشمة بها هاوتزر عيار 155 مم وأخرى بها رشاش نصف بوصة وضربت جماعته الهاوتزر بالآر بي جيه والقنابل المضادة للدبابات، كما أُحرقت الدشمة باستخدام قاذفات اللهب وكذلك دُمرت دشمة الرشاش نصف بوصة بنفس الطريقة. ولم يتبق إلا الملجأ الرئيسي الذي يتحصن بداخله حامية الحصن، وزرع أفراد الصاعقة عبوات ناسفة على مدخله وفجروه واعتقدوا أنهم قضوا تماماً على حامية الحصن. استمر الهجوم المصري لمدة 45 دقيقة ثم انسحبت القوة المغيرة بعد تحقيق أهدافها. بعد فترة قصيرة من الهجوم المصري، هرعت دبابات الكتيبة 184 من اللواء 14 بقيادة شاؤول شاليف، لنجدة الحصن.

## النتائج
وفق الجانب المصري، دُمرت خمس دبابات وقُتل 43 جندي وأُسر 2، وزعمت اسرائيل أن ثمانية فقط (أغلبهم من أطقم الدبابات) قُتلوا في الهجوم هم:
- العريف أرييه سنجر من (لواء نحال).[12]
- الرقيب مونيك فريش (سلاح المدرعات)، الكتيبة 52، اللواء 14 مدرع.[13]
- الرقيب دانيال (داني) رابين (سلاح المدرعات)، الكتيبة 52، اللواء 14 مدرع، (يهودي من أصول مصرية).[14]
- الرقيب تسفي سيمكا غلانتز (زفيكا) (سلاح المدرعات)، الكتيبة 52، اللواء 14 مدرع.[15]
- العريف موشيه (موسكو) ميلاميد (سلاح المدرعات)، الكتيبة 52، اللواء 14 مدرع.[16]
- الرقيب موشيه سكانتيا من (سلاح المدرعات)، الكتيبة 52، اللواء 14 مدرع (توفي متأثراً بجراحه في المستشفى يوم 11 يوليو).[17]
- الرقيب أول إسحاق كولانجي من (سلاح المدرعات)، الكتيبة 52، اللواء 14 مدرع (توفي متأثراً بجراحه في المستشفى يوم 13 يوليو).[18][19]
- العريف إسحاق (سيكس) جون فرانك (سلاح المدرعات)، الكتيبة 52، اللواء 14 مدرع (توفي متأثراً بجراحه في المستشفى بعد خمسة أشهر).[20]

كما أُسر جندي واحد (العريف باروخ سباتشي، 20 عاماً، من اللد) مات جراء إصابته في نفس اليوم. وأصيب في الهجوم 9 إسرائيليين، من بينهم قائد الكتيبة 52 (اللواء 14 مدرع) الذي عاد إلى الجبهة بعد شهر من تلقي العلاج في المستشفى. كما خسر الجانب الإسرائيلي ثلاث دبابات. أما الخسائر المصرية فكانت أربعة شهداء، منهم الرقيب عبد الحليم الذي توفي بعد تنفيذ الغارة مباشرةً، فيما استشهد الآخرون جراء إصاباتهم لاحقاً.
أطلقت إسرائيل عملية بولموس 6 وعملية بوكسر للانتقام من الغارات المصرية على حصون بارليف.

## وصلات خارجية
- عملية لسان بور توفيق يحكيها إبراهيم حجازي، يوتيوب